# Eftychia Pappa-Papavasilopoulou
Eftychia Pappa-Papavasilopoulou (griechisch Ευτυχία Πάππα-Παπαβασιλοπούλου, * 3. Oktober 1981 in New York, Vereinigte Staaten) ist eine ehemalige griechische Wasserspringerin, die im 10-m-Turm- und Synchronspringen antrat. Sie nahm an insgesamt drei Olympischen Spielen teil.
Pappa-Papavasilopoulou startete zunächst für den Verein NO Kalamakiou, später für D.A.S Drapetsonas Piräus. Trainiert wurde sie von Youri Artamonov. Sie nahm im Jahr 2000 in Helsinki erstmals an der Europameisterschaft teil und erreichte vom 10-m-Turm das Halbfinale. Im gleichen Jahr bestritt sie in Sydney ihre ersten Olympischen Spiele, schied vom Turm jedoch als 29. nach dem Vorkampf aus. Bei ihrer ersten Weltmeisterschaft 2003 in Barcelona startete sie im Einzel- und mit Eleni Chatzimitrou im Synchronwettbewerb, konnte aber jeweils den Vorkampf nicht überstehen. Im folgenden Jahr nahm Pappa-Papavasilopoulou in Athen an den Olympischen Spielen in ihrem Heimatland teil. Vom Turm konnte sie im Einzel das Halbfinale erreichen, wo sie Rang 17 belegte. Im Synchronspringen errang sie mit Florentia Sfakianou im Finale Rang acht. 
In den folgenden Jahren startete Pappa-Papavasilopoulou auch im Kunstspringen vom 3-m-Brett. Erfolgreich verlief die Europameisterschaft 2006 in Budapest, wo sie vom 3-m-Brett und 10-m-Turm jeweils das Finale erreichte und Achte wurde. Bei der Weltmeisterschaft 2007 in Melbourne zog sie vom Turm erstmals in ein WM-Halbfinale ein. Die Europameisterschaft 2008 in Eindhoven brachte Pappa-Papavasilopoulou erneut zwei Finalteilnahmen, vom Turm wurde sie Elfte und im 3-m-Synchronspringen mit Chatzimitrou Siebte. In Peking bestritt sie schließlich ihre dritten Olympischen Spiele, schied vom Turm als 26. jedoch nach dem Vorkampf aus. Nach den Spielen beendete sie ihre aktive Karriere.
Pappa-Papavasilopoulou, die an der Universität Athen studiert hat, blieb dem Wasserspringen aber auch nach ihrem Karriereende erhalten. Für die LEN ist sie als Wertungsrichterin tätig.